# Nils Backstrom
Nils Backstrom (* 13. Juni 1901 in Ludvika, Schweden; † 18. Juni 1978 in Cleveland) war ein US-amerikanischer Skilangläufer.
Backstrom emigrierte im Jahr 1928 aus Schweden in die Vereinigten Staaten und nahm an den Olympischen Winterspielen 1932 in Lake Placid und an den Olympischen Winterspielen 1936 in Garmisch-Partenkirchen teil. Dabei belegte er im Jahr 1932 den 19. Platz über 50 km und im Jahr 1936 den 33. Rang über 50 km.